# Kuo Si
Kuo Si (čínsky pchin-jinem Guō Xī, znaky 郭熙; 1001/1020/1023–1085/1090) byl čínský malíř sungského období.

## Jména
Kuo Si, též Kuo Che-jang (čínsky pchin-jinem Guō héyáng, znaky zjednodušené 郭河阳, tradiční 郭河陽), používal zdvořilostní jméno Čchun-fu (čínsky pchin-jinem Chúnfū, znaky 淳夫).

## Život a dílo
Kuo Si pocházel z okresu Wen-sien (v severočínské provincii Che-nan), narodil se počátkem 11. století, snad roku 1001 či kolem 1020/23. O jeho mládí není nic známo, snad byl taoistickým mnichem, koncem 60. let 11. století byl ve zralém věku přijat do císařské malířské akademie, kde záhy zaujal vysoké postavení; už za svého života byl pokládán za nejvýznačnějšího malíře své generace. Podílel se na výzdobě císařských paláců a chrámů v hlavním městě (Kchaj-fengu), v 80. letech i na zkrášlení Konfuciova chrámu v Čchü-fu.
Jeho rané tušové krajinomalby jsou blízké pojetí jeho učitele Li Čchenga a malířů 10. století – Kuan Tchunga a Fan Kchuana, v pozdějších se projevují jeho inovace –kompozice lépe využívající rozptýlenou perspektivu, charakteristická dramatičnost a energie spojená s realistickými detaily. Zachovalo se jen málo z jeho děl, slavná jsou Předjaří z roku 1072 a Příchod podzimu.
Zachycením vícero perspektiv z „úhlu celosti“, jak techniku nazval jeho současník Šen Kua, dává pozorovateli tolik hledisek, kolik jich je možno vůči výjevu mít. Podle Kuo Siho v sobě jediná hora kombinuje podoby několika tisíc hor: její podoba se mění, vidíme-li ji zblízka, z dálky, zepředu, ze strany, zezadu, ve světle či stínu - každá vzdálenost, úhel a okamžik má svou specifičnost. Zobrazená scenérie skýtá duchovní rozměr - pozorovatel je vtažen do procesu neustálé transformace, typické pro čínské pojetí světa - tak jako by se opravdu nacházel na zobrazeném místě.
Kuo Siův syn Kuo S’ sestavil otcovy teoretické úvahy o krajinomalbě do traktátu Lin-čchüan kao-č’ (林泉高致, O vznešené podstatě lesů a [vodních] proudů), který obsahuje mnoho informací o smyslu a technice tehdejšího malířství a je cennou pomůckou pro pochopení severosungské krajinomalby. Prvním českým překladem a zároveň rozborem Kuo Siho spisu je práce M. Pejčochové z roku 2016.